# CdmaOne
cdmaOne, även känd som IS-95 eller TIA-EIA-95, är en andra generationens mobiltelefonistandard och bygger på CDMA-konceptet.
Namnet cdmaOne har lanserats för att minska risken för sammanblandning med CDMA2000.